# Gobierno y política de Tokelau
El jefe de Estado es el Rey Carlos III del Reino Unido siendo representado por el Ulu (jefe de gobierno) quien preside sobre el Consejo de Faipule, consistente en tres líderes electos (uno de cada atolón) que actúan como un gabinete. La monarquía es hereditaria, el administrador es designado por el Ministro del Exterior de Nueva Zelanda, y el jefe de gobierno es electo por el Consejo de Faipule cada año.
La reforma al Acta de Tokelau de 1996 confiere poderes legislativos al Fono General, un cuerpo parlamentario unicameral de 45 miembros. El Taupulega o Consejo de Ancianos de cada atolón escoge 15 representantes para cumplir periodos de tres años.
El 11 de noviembre de 2004, Tokelau y Nueva Zelanda comenzaron a formular un nuevo tratado que transformaría a Tokelau en una nueva entidad política en libre asociación con Nueva Zelanda. Para lograr esto, además de la firma de este tratado, habrá de elaborarse un acta de autodeterminación en virtud de la Carta de las Naciones Unidas.
- Datos: Q7225358
- Multimedia: Politics of Tokelau / Q7225358